# Fusil de Tchekhov

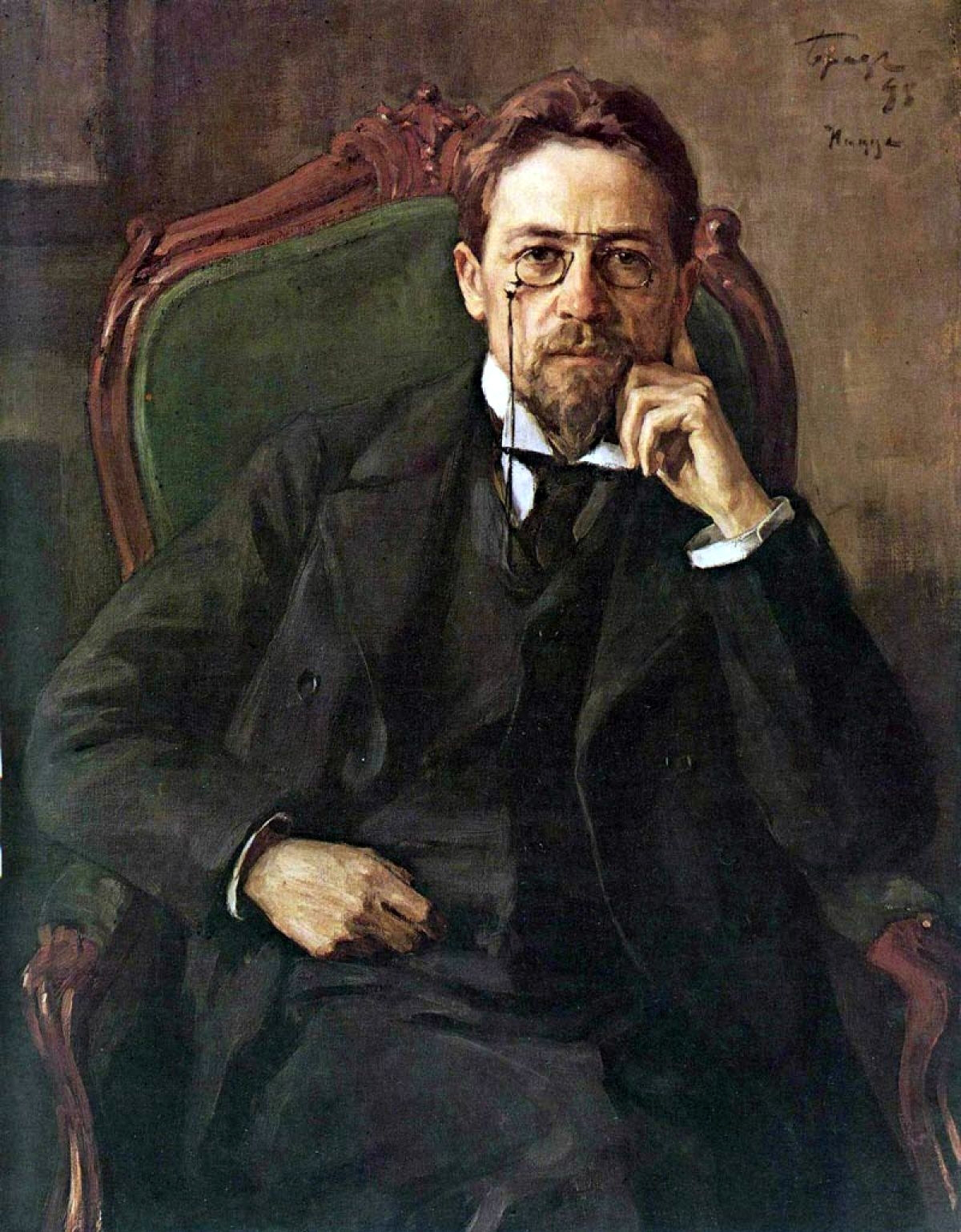
Portrait d'Anton Tchekhov.

Le fusil de Tchekhov (ou loi de conservation des détails) est un principe dramaturgique, attribué au dramaturge russe Anton Tchekhov, selon lequel chaque détail mémorable dans un récit de fiction doit être nécessaire et irremplaçable et où aucun de ces éléments ne peut être supprimé,,.

« Supprimez tout ce qui n'est pas pertinent dans l'histoire. Si dans le premier acte vous dites qu'il y a un fusil accroché au mur, alors il faut absolument qu'un coup de feu soit tiré avec au second ou au troisième acte. S'il n'est pas destiné à être utilisé, il n'a rien à faire là. »

— Anton Tchekhov
Cette proposition existe sous différentes variations :
- « Il ne faut jamais placer un fusil chargé sur scène s'il ne va pas être utilisé. C'est mal de faire des promesses qu'on n'a pas l'intention de tenir. » (Lettre de Tchekhov à Alexandre Semenovitch Lazarev, sous le pseudonyme de A. S. Gruzinsky, le 1er novembre 1889)[4],[5],[6]. Ici, le « fusil » est un monologue que Tchekhov jugea superflu et sans lien avec le reste de la pièce ;
- « Si, dans le premier acte vous avez accroché un fusil sur le mur, alors dans le suivant, il devrait être utilisé. Autrement, n'en mettez pas là. » Réminiscences of A. P. Tchekhov de Gurlyand dans Театр и искусство (Teatr i iskusstvo - Théâtre et art), no 28, 11 juillet 1904, p. 521[7].

## Critique
Cette tentative d'imposer un principe narratif supposément universel a été critiquée, voire moquée, notamment par Hemingway. Ce pseudo principe se trouve aussi en contradiction directe avec la technique narrative dite de Hareng rouge, qui ajoute délibérément des détails non nécessaires afin d’induire le lecteur en erreur (ou à minima tenter de le faire douter).